# القيثارة النهائية
القيثارة النهائية هو موقع ويب من نوع قاعدة بيانات موسيقية وقاعدة بيانات على النت ومكتبة موسيقية ‏ أنشئ في 1 أكتوبر 1998.

## وصلات خارجية
- الموقع الرسمي